# Certificado Bai Euskarari
El certificado Bai Euskarari ("Sí al euskera") es una distinción creada en junio de 2000 que acredita el uso del euskera en el ámbito laboral. Está promocionado por Euskalgintzaren Kontseilua. El ámbito de actuación es el territorio cultural de Euskal Herria (Comunidad Autónoma del País Vasco y Comunidad Foral de Navarra de España y el País Vasco-Francés en Francia.

## Historia
El certificado fue creado a iniciativa de Euskara Kontseilua en junio de 2000. En 2007, Kontseilua impulsó el nacimiento de Ziurtagiriaren Elkartea, la Asociación para la Promoción del Certificado Bai Euskarari con el objetivo de integrar a todas las entidades que poseen el Certificado, permitiéndoles participar en la gestión del certificado y facilitar así su consolidación, mejora y difusión.

## Obtención y difusión
Para la obtención del Certificado en cualquiera de sus tres niveles (zerbitzua eta lana euskaraz -servicio y funcionamiento en euskera; zerbitzua euskaraz -servicio en euskera- y bidean -en el camino) se deben cumplir una serie de criterios y, en función del grado de cumplimiento, se obtiene uno u otro nivel. El Certificado se renueva anualmente y desde 2007 Ziurtagiriaren Elkartea realiza las labores de seguimiento, promoción y evaluación. 
En la actualidad son más de 1.500 las empresas, comercios y entidades de todo tipo que han obtenido el Certificado y alrededor de 20.000 los trabajadores involucrados. De dichas empresas, 165 poseen el nivel superior, 508 han conseguido zerbitzua euskaraz y 843 poseen el nivel bidean. Por sectores, el Certificado Bai Euskarari está implantado en 194 empresas relacionadas con el sector industrial, el 13% del total; el 37% son del sector comercial y hostelero; el 19% provienen del ámbito cultural, deportivo o están relacionadas con movimientos sociales; el 7% están relacionadas con la educación; los servicios y las finanzas cuentan con el 20% y el 2% pertenecen al sector primario. Entre las entidades que cuentan con el certificado se encuentran: Bankoa, Kutxa, Elkargi, Euskadiko Kutxa, Eroski, Athletic Club, Real Sociedad, Baskonia, Aviron Bayonnais, Diocesanas, Argiñano, Refractarios Kelsen, Obe Hettich, Elay Taldea, Arlan, JEZ Sistemas Ferroviarios, VUSA, Confederación de Cooperativas, SPRI, Fundación Kalitatea, Gehitu, SkunkFunk, etc.

## Asociación del Certificado Bai Euskarari
Ziurtagiriaren Elkartea, la Asociación para la Promoción del Certificado Bai Euskarari es una asociación sin ánimo de lucro inscrita en la comunidad autónoma del País Vasco.
La gestión de la Asociación está en manos de dos órganos colegiados: la Junta General y la Dirección. La Junta General de Socios es el órgano superior constituido por todas las entidades asociadas. Todas ellas poseen los mismos derechos y obligaciones. La Dirección, por su parte, tiene el deber de llevar a cabo el plan anual y demás decisiones de la Junta.

## Socios
La Asociación tiene tres tipos de socios:
- Socios protectores: todos los miembros de Kontseilua.
- Socios usuarios: entidades que hayan obtenido el Certificado Bai Euskarari.
- Socios colaboradores: cualquier entidad que quiera participar en la promoción del Certificado.